# 黃腹岩非鯽
黃腹岩非鯽，為輻鰭魚綱鱸形目隆頭魚亞目慈鯛科的其中一種，分布於非洲馬拉威湖流域，為特有種，體長可達11.1公分，棲息在岩石底質水域，以刮食岩石的藻類為食，生活習性不明。

## 擴展閱讀
維基物種上的相關：黃腹岩非鯽